# ابراهیم العظم
ابراهیم العظم (۱۹۰۳–۱۹۵۷) شاعر و حقوقدان مردم سوری از خاندان سرشناس العظم بود. از دانشکدهٔ حقوق در سال ۱۹۲۸، فارغ‌التحصیل شد. به ادبیات و حدیث اشتغال داشت. مدتی وکیل و متولی اوقاف حماه و حلب بود. قاضی استینافی در دمشق شد تا اینکه درگذشت. اختصار الموافقات للشاطبی در دو جزء نگاشت، زرکلی آن را نزد خانوادهٔ العظم و چاپ‌نشده ذکر کرده. همچنین شعرش را متفرق نزد فرزندانش بیان کرده که در آن نازک‌دلی وجود دیده می‌شود. زرکلی همچنین از شماری از خویشاوندان العظم که در ادبیات سرشناس‌اند نام برده است.